# Joseph Goebbels
Paul Joseph Goebbels (tyskt uttal: [ˈpaʊ̯l ˈjoːzɛf ˈɡœbl̩s] ( lyssna)), född 29 oktober 1897 i Rheydt, död 1 maj 1945 i Berlin, var en tysk nationalsocialistisk politiker och propagandaminister i Nazityskland från 1933 till 1945. Han var en av Adolf Hitlers närmaste och mest hängivna medarbetare och var mycket känd för sitt offentliga talande och sin antisemitism, vilket visades tydligt i hans offentliga åsikter. Han förespråkade en gradvis hårdare diskriminering av judarna.
Goebbels, som strävade efter att bli författare, avlade doktorsexamen i filologi vid universitetet i Heidelberg 1921. Han gick med i NSDAP 1924 och arbetade med Gregor Strasser. Han utsågs till Gauleiter för Berlin 1926, där han började intressera sig för att använda propaganda för att främja partiet och dess program. När Hitler utsågs till rikskansler i januari 1933 fick Goebbels propagandaministerium kontroll över nyhetsmedier, konst och information i Tyskland. Han var särskilt skicklig på att använda relativt ny media, som radio och film, för propagandaändamål. Ämnen för partipropagandan inkluderade antisemitism, attacker mot kyrkan och, efter andra världskrigets början, försök att stärka moralen hos det tyska folket.
Goebbels iscensatte i november 1938 Kristallnatten mot Tredje rikets judiska befolkning. Denna våldsamma aktion anses av många historiker vara startpunkten för Förintelsen. Med tiden kom Goebbels att besitta en demagogisk skicklighet, som han använde för att förbereda det tyska folket på angreppskrig och förintandet av andra folkgrupper, främst judarna. Goebbels var Tysklands rikskansler under ett drygt dygn, från Adolf Hitlers död den 30 april 1945 till sitt eget självmord dagen därpå.

## Uppväxt och ungdomstid

### Åren fram till realskola
Joseph Goebbels föddes fredagen den 29 oktober 1897 på 186 Rodenkirchener Strasse i Rheydt, en industristad söder om Mönchengladbach. Hans familj var katoliker och de dagliga besöken i kyrkan tillsammans med kontinuerliga böner i hemmet var minst lika viktiga för dem som att fadern, Fritz Göbbels (vilket är stavningen som används i Josephs födelseattest), dagligen fick slita som bokhållare på glödnätsfabriken W H Lennartz & Co. En fabrik som han jobbade på i stort sett till sin död 1929. Hans mor, Katharina Maria Odenhausen (senare Goebbels), var lantarbetare och född i Nederländerna. Fem år tidigare hade hon träffat Fritz i Rheindahlen, några kilometer sydväst om Rheydt. Tillsammans fick de sex barn, tre döttrar och tre söner. Joseph var nummer tre i ordningen. Två av hans systrar, Maria och Elisabeth, dog som små och föräldrarna valde därför att döpa sin tredje dotter, född tolv år efter Joseph, till Maria, till minne av den tidigare bortgångna dottern. Josephs båda storebröder, Konrad och Hans, kom senare att spela betydelsefulla roller i Nazityskland efter Josephs framgång.
Genom familjens sparsamhet och en löneförhöjning till 2 100 guldmark per år (motsvarande ungefär € 225 (2008)), kunde fadern Fritz 1900 köpa ett hus vid 140 Dahlener Strasse i Rheydt. Joseph fick bo på vindsvåningen, under mansardtaket, med utsikt endast över himlen. Detta hus förblev hans "hem", även efter att han flyttade hemifrån i unga år.
Joseph hade ytterst svaga minnen av sina barndomsår. Som vuxen erinrade han sig att han lekte med vännerna Hans, Willy, Otto (som han ofta kallade för "Öttche") och bröderna Maassen, samt att han med nöd och näppe överlevde en lunginflammation. Vid sex års ålder placerade hans mor honom i grundskolan (Volkschule). Det var här den unge Goebbels för första gången stötte på aga, som var vanligt vid den här tiden. Flera gånger när modern badade honom upptäckte hon spår på Josephs rygg efter en av hans lärares käppar.

### Goebbels fotbesvär
År 1904 började Josephs problem med höger ben, som han haft sedan tidiga år, att förvärras betänkligt. Joseph har senare återberättat vad han minns från tiden som skulle påverka hans framtid för alltid.
| ” | Jag ser framför mig en söndagspromenad – vi gick alla över Geistenbeck. Dagen därpå låg jag på soffan och fick ett anfall i min gamla fotskada. Mamma stod vid handfatet. Skrik. Stora plågor. Massören, herr Schiering. Långvarig behandling. Krympling för resten av livet. Undersöktes vid Bonn-universitetet. Jag ryckte på axlarna. Min ungdom, från och med då, förblev något glädjelös. | „ |

Som vuxen hade Goebbels en högerfot som var 18 centimeter lång – 3,5 centimeter kortare än den vänstra. Även högerbenet var något kortare och smalare än det vänstra. Ingenting tyder egentligen på att det skulle vara något genetiskt, utan snarare resultatet av något slags fotinflammation han ådrog sig omkring sju års ålder. Ett kirurgiskt ingrepp var aldrig aktuellt. Hade deformationen istället skett vid födseln då benen är mjuka hade det varit relativt enkelt att rätta till defekten. Det har aldrig riktigt slagits fast vilken sjukdom Goebbels led av även om många historiker hävdat att klumpfot (talipes equinovarus) verkar ha varit troligt. Detta har dock bestridits av William L. Shirer, en journalist under 1930-talet som blev bekant med Goebbels. I sin bok Det Tredje rikets uppgång och fall skriver han att deformationen berodde på att Goebbels vid sju års ålder drabbades av benröta (osteomyelit) och ett misslyckat operationsförsök. Vid 30 års ålder hävdade Goebbels själv att den deformerade högerfoten ska ha berott på en skada han åsamkat sig när han var 13.

### Gymnasiet och första världskriget
Påsken 1908 påbörjade Joseph Goebbels sina gymnasiestudier vid Augusta Strasse i Rheydt. Han tydde sig snabbt till lärarna på skolan, framför allt överläraren Johannes Mollen som undervisade i religionskunskap. Till en början visade Joseph inte mycket ambition i skolan. Han var lat och håglös vilket uppenbarligen berodde på hans fotproblem. Men med tiden avancerade han för att så småningom tillhöra de absolut bästa i klassen. Hans favoritämnen var latin och historia där historieläraren Dr Gerhard Bartel förblev en stor inspirationskälla.
Joseph hade få vänner under gymnasietiden, vilket kan ses som en naturlig anledning till att han hellre anslöt sig till lärare. Eleverna kallade honom skvallerbytta och besserwisser. Hans tre närmsta vänner var "Herbert" – Hompesch, Beines och Lennartz. Herbert Lennartz, som var son till Fritz Göbbels chef, dog efter en operation vilket försatte Goebbels i djup depression och chock. Händelsen ledde till att han skrev den första av många dikter: "Der tote Freund".

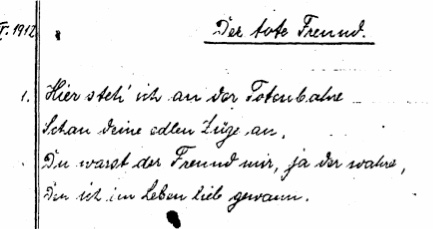
Utdrag ur Joseph Goebbels första dikt "Der tote Freund", till minne av Herbert Lennartz.

När första världskriget bröt ut 1914 begav sig alla hans vänner och han själv till det lokala rekryteringskontoret. Befälet som Goebbels där mötte avvisade honom utan omsvep. Han fick stanna hemma, och under krigets lopp fick han regelbundet brev från sina vänner Hubert Hompesch och Willy Zilles som båda hade blivit fysiljärer. Hans två bröder gick dock skilda vägar. Medan Konrad blev artillerist hamnade Hans i fransk fångenskap. Trots att han fått stanna hemma under kriget talade Joseph senare åtskilliga gånger om att han var krigsveteran och att hans fotdeformation berodde på en krigsskada. Någon krigsveteran var han knappast även om han efter ytterligare en ansökan deltog i kriget men då endast några veckor som Bürosoldat vid Vaterländischen Hilfswerk i Rheydt.
Joseph bedömdes ha skrivit den bästa uppsatsen under gymnasietiden, vilket resulterade i att han fick hålla avskedstalet den 21 mars 1917. Han förklarade för sina åhörare att de var en del av det Tyskland som resten av världen nu såg på med skräck och beundran. Han talade om att Tyskland hade ett "världsuppdrag" att bli "politisk och andlig ledare över världen". "Mycket bra", sade hans rektor Dr Gruber till honom. "Men sanna mina ord, någon bra talare blir du aldrig."
Goebbels lämnade gymnasiet med avgångsbetyget sehr gut (utmärkt, toppbetyget) i karaktärsämnena uppträdande, uppmärksamhet, uppförande, flit och handstil, liksom i ämnena religionskunskap, tyska och latin. I grekiska, franska, historia, geografi, fysik och matematik fick han gut.

### Universitetsstudier och litterär verksamhet
År 1922 promoverades Goebbels till filosofie doktor vid universitetet i Heidelberg. Hans doktorsavhandling handlar om den romantiska dramatikern Wilhelm von Schütz.
Hans självbiografiska roman Michael visade sig omöjlig att ge ut. Först 1929 publicerades boken av förlaget Franz-Eher, vilket var partiets eget. Goebbels skrev även mängder av dikter, romaner och teaterpjäser.

## Joseph Goebbels och NSDAP under kampåren

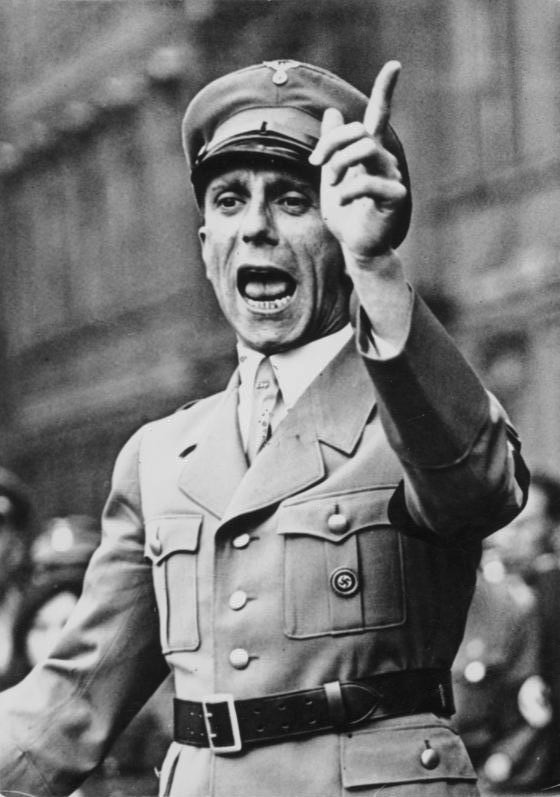
Joseph Goebbels talar.

Goebbels började intressera sig för NSDAP och dess ledare Adolf Hitler i samband med rättsprocesserna mot Hitler och de övriga konspiratörerna som deltog i den misslyckade ölkällarkuppen. 4 april 1924 antecknar Goebbels i sin dagbok att han varit med och grundat en lokalavdelning av det (då förbjudna) NSDAP. Antisemitismen stod redan i detta tidiga skede i fokus och Goebbels läste i detta syfte Henry Fords Den internationelle juden och Sions vises protokoll (som han trots att han insåg att det var en förfalskning, såg en "inre sanning" i).
I riksdags- och kommunalstyrelsevalet i maj 1924 gick nazisterna i Rheydt till val under beteckningen Völkisch-Sozialer Block och Goebbels engagerade sig i valkampen. Völkisch-Sozialer Block fick i Rheydt 528 röster, eller 2,7% av rösterna jämfört med ett riksgenomsnitt på 6,6% för de nazistiska listorna (det förbjudna NSDAP uppträdde under flera olika beteckningar i landet). Goebbels engagemang i den nationella rörelsen fick en nytändning då han tillsammans med sin vän Fritz Prang i augusti besökte ett möte i Weimar där NSDAP och Tysknationella folkpartiet ingick ett förbund (grupperingen kallade sig Nationalsozialistische Freiheitsbewegung Grossdeutschland, Stortysklands nationalsocialistiska frihetsrörelse). Han träffade där ledare i den extrema högern som Gregor Strasser, Julius Streicher och Erich Ludendorff med flera.
Inspirerade av mötet grundade Goebbels och Fritz Prang en lokalavdelning av Nationalsozialistische Freiheitsbewegung Grossdeutschland i Mönchengladbach och Goebbels började nu tala regelbundet på möten. Under rörelsens egid påbörjade Goebbels sin journalistiska bana med grundandet av veckotidningen Völkische Freiheit som utkom i Elberfeld, första numret kom ut i september 1924. Till en börja med bidrog han med en majoritet av innehållet och det utan att få betalt.
Goebbels hörde från början till partiets vänsterflygel grupperad kring bröderna Otto och Gregor Strasser, vilka utgjorde vänsterflygelns främsta teoretiker. Goebbels var även Georg Strassers privatsekreterare. De ville störta den liberal-kapitalistiska anarkin i en revolution och ersätta denna med socialismens korporativa ekonomiska system. De ville nationalisera den tunga industrin och stycka upp de stora lantegendomarna. Kapitalismen var nationalsocialismens huvudfiende, den parlamentariska demokratin var kapitalismens tvilling. Under ett möte i Hannover 22 november 1925 utbröt Goebbels t.om: ” Under dessa förhållanden kräver jag att småborgaren Adolf Hitler blir exkluderad av det nationalsocialistiska partiet”. Goebbels skickades av partiet till det röda Berlin för att erövra det från en nollpunkt, för att banka ut kommunistpartiet på dess hemmabana.  Han stöttade konsekvent strejker och annan arbetarkamp och lade vikt vid att framstå som mer radikal än kommunisterna. 
Efter den inre partikamp där Hitler avgick med segern och strasserismen led nederlag bytte Goebbels sida och anslöt sig till Hitler, vilket gjorde det möjligt för honom att 1926 bli utnämnd till Gauleiter i Berlin. År 1927 grundade han i Berlin tidningen Der Angriff, vars motto var ”För de undertryckta, mot undertryckarna.”

### 1930 års riksdagsval
I 1930 års riksdagsval vann NSDAP 107 mandat. Resultatet, en jordskredsseger, var en triumf för Joseph Goebbels som nyligen utsetts till Hitlers propagandachef och organiserat en valrörelse i USA-stil.

## Riksminister för folkupplysning och propaganda
Efter det nazistiska maktövertagandet den 30 januari 1933 blev Goebbels inte en av ministrarna i den nya regeringen. Kort därpå, den 13 mars, utnämndes han dock av Hitler till propagandaminister. I april samma år organiserade Goebbels bojkotten mot judiska affärsmän.
År 1936 flyttade Goebbels med familj in i en villa på ön Schwanenwerder i Berlin.

## Propagandist intill slutet
Joseph Goebbels höll sitt propagandamaskineri igång ända till Tredje rikets sammanbrott. Under slutstriden om Berlin startade han tidningen Der Panzerbär som utgavs dagligen från den 23 till den 29 april 1945.
När Röda armén i slutet av april 1945 tågade in i Berlin och andra världskriget närmade sig sitt slut begick Hitler självmord tillsammans med sin hustru Eva Braun på eftermiddagen den 30 april. Makarna Goebbels följde Führern i döden den 1 maj då de med hjälp av SS-tandläkaren Helmut Kunz och SS-läkaren Ludwig Stumpfegger lät förgifta sina barn. Strax efter klockan 20:30 gick paret Goebbels upp ur bunkern till Rikskansliets trädgård. Joseph Goebbels bad då sin adjutant Günther Schwägermann att bränna familjen efter döden. Vad som sedan hände har inte blivit helt klarlagt. Det finns olika redogörelser för deras död. Enligt en skildring sköt Goebbels först sin hustru och därefter sig själv; enligt en annan sköt Goebbels sig och hans hustru tog gift. Enligt en tredje redogörelse hade Goebbels bett Schwägermann att ge dem nådaskott efter att de båda hade tagit gift. Då Schwägermann, som kände Goebbels väl, inte hade förmått sig att göra detta, sköts de av Goebbels kammartjänare, Oberscharführer Günther Ochs. När paret Goebbels var döda, hällde Schwägermann, Ochs och Goebbels chaufför, Hauptsturmführer Alfred Rach, bensin över liken och antände dem.
De förkolnade, ofullständigt brända kropparna påträffades följande dag, den 2 maj, av ryska trupper. Barnens kroppar påträffades intakta i Führerbunkern. Samtliga lik togs om hand av ryska rättsläkare som obducerade och fotograferade dem. Ryssarna skall senare i hemlighet ha begravt familjen Goebbels jämte Adolf Hitler och Eva Braun vid SMERSJ:s kontor i Magdeburg. I april 1970 beordrade KGB-chefen Jurij Andropov att kvarlevorna skulle förstöras. Tillsammans med kvarlevorna efter Adolf Hitler, Eva Braun, general Hans Krebs och Hitlers hundar Blondi och Wulf brändes familjen Goebbels kvarlevor. Askan ströddes i floden Ehle, i närheten av orten Biederitz.

## Kända tal
- Tyska kvinnor, "Deutsches Frauentum", 18 mars 1933. Goebbels förklarade hur nationalsocialismen såg på kvinnans roll i samhället.
- "Radion som den åttonde stormakten", "Der Rundfunk als achte Großmacht", 18 augusti 1933. Napoleon hade ansett pressen som den sjunde stormakten, Goebbels beskrev då i sitt tal radion som pressens efterföljare som skulle ha stor inverkan på sättet att kommunicera och föra vidare information med. Nationalsocialisterna ville att hela det tyska folket skulle kunna ta del av apparaten och lanserade samtidigt därför ett billigt alternativ som alla hade råd med Volksempfänger, i stil med Volkswagen-projektet.
- "Rasfrågan och världspropaganda", "Rassenfrage und Weltpropaganda", Reichsparteitag i Nürnberg 1933. Goebbels tar i det här talet upp det dåliga ryktet Tyskland har fått utomlands på grund av sin raspolitik.
- "Det kommande Europa", "Das kommende Europa", 11 september 1940. Ett antal tjeckiska journalister besöker Berlin och Goebbels berättar för dem att de kommer att behöva vänja sig vid tyskt styre. I sin dagbok beskriver han senare att talet var en enorm succé som helt förändrade tjeckernas syn på saken, vilket inte ens han hade förväntat sig skulle ske.
- "Ungdomen och kriget", "Die Jugend und der Krieg", 29 september 1940. På grund av kriget var de flesta män och kvinnor antingen vid fronten eller upptagna med andra sysslor för att bidra till segern. I sitt tal berättar därför Goebbels vilka plikter ungdomarna i Hitlerjugend och Bund Deutscher Mädel hade för att göra föräldrarnas bördor lättare.
- Sportpalatstalet, Sportpalastrede, 18 februari 1943. Det här är det tal som anses vara Goebbels mest kända. Det framfördes i Sportpalast-byggnaden i Berlin inför en stor men noga utvald publik. Slaget om Stalingrad var över och Goebbels ville mana folket till att höja krigsinsatsen och kämpa vidare utan att beröras av nederlag. I talet lanserade han parollen om Det totala kriget, ("Totaler Krieg kürzester Krieg") vilken var hämtad från titeln på en bok av Ludendorff.
- "Övervunnen vinterkris", Überwundene Winterkrise, 5 juni 1943. 5 månader efter Sportpalatstalet håller Goebbels ett tal i samma byggnad där han påstår att riket har återhämtat sig efter förlusterna på östfronten och är på väg mot segern igen.
- "I de främsta leden", "In vorderster Reihe", 18 juni 1943. I juni 1943 var allierade bombräder extra kraftiga, och Goebbels håller ett minnestal för alla civila som dödades i Wuppertal.
- "Odödlig tysk kultur", "Unsterbliche deutsche Kultur", 26 juni 1943. Goebbels höll invigningstalet till en årlig konstutställning och passade då på att anklaga fienden för att vara barbarisk, medan nationalsocialisterna gjorde allt de kunde för konsten och kulturens uppskattning även under brinnande krig.